# Francesco Graziani
Francesco Graziani (født 16. december 1952 i Subiaco, Italien) er en italiensk tidligere fodboldspiller (angriber) og -træner, der blev verdensmester med Italiens landshold ved VM 1982.

## Karriere
Graziani spillede størstedelen af sin karriere i hjemlandet, hvor han blandt andet var tilknyttet Torino, Fiorentina og Roma. Han vandt det italienske mesterskab med Torino i 1976, mens det med Roma blev til sejr i pokalturneringen Coppa Italia i både 1984 og 1986.
For det italienske landshold nåde Graziani at spille 64 kampe, hvori han scorede 23 mål. Han blev verdensmester med holdet ved VM 1982 i Spanien, og spillede samtlige italienernes syv kampe i turneringen, herunder finalen mod Vesttyskland. Han deltog også ved VM 1978 i Argentina og ved EM 1980 på hjemmebane.<

## Titler
Serie A
- 1976 med Torino

Coppa Italia
- 1984 og 1986 med Roma

VM
- 1982 med Italien